# 406 mm Mark 7 top
406 mm/50 (16"/50) Mark 7 top je ladijski top, ki se je uporabljal na bojnih ladjah razreda Iowa in bi se uporabljal tudi na bojnih ladjah razreda Montana, če jih ne bi preklicali. Bojne ladje razreda Iowa so imele 9 topov v treh kupolah, bojne ladje načrtovanega razreda Montana pa bi imele 12 topov v štirih kupolah. 
Top je izstreljeval projektile s težo od 850-1200 kg, največja hitrost na ustju je 820 m/s, doseg pa do 38 kilometrov.

## Specifikacije
| Oznaka             | 16 in/50 (406 mm × 20,3 m) Mark 7                   |
| Uporaba na:        | Bojne ladje razreda Iowa (BB-61) in Montana (BB-67) |
| Datum dizajniranja | 1939                                                |
| Vstop v uporabo    | 1943                                                |
| Teža               | 267904 lb (121519 kg) (z zaklepom)                  |
| Dolžina            | 816 in (20,73 m) (od zaklepa do ustja)              |
| Dolžina cevi       | 800 in (20,32 m)                                    |
| Hitrost streljanja | 2 projektila na minuto                              |
|                    |                                                     |
| Doseg              | 38,059 km s 300 kg smodnika                         |
| Hitrost na ustju   | 820 m/s                                             |